# Municipio de Bogle
El municipio de Bogle (en inglés: Bogle Township) es un municipio ubicado en el condado de Gentry en el estado estadounidense de Misuri. En el año 2010 tenía una población de 210 habitantes y una densidad poblacional de 1,83 personas por km².

## Geografía
El municipio de Bogle se encuentra ubicado en las coordenadas 40°20′39″N 94°24′37″O / 40.34417, -94.41028. Según la Oficina del Censo de los Estados Unidos, el municipio tiene una superficie total de 114.75 km², de la cual 114,75 km² corresponden a tierra firme y (0 %) 0 km² es agua.

## Demografía
Según el censo de 2010, había 210 personas residiendo en el municipio de Bogle. La densidad de población era de 1,83 hab./km². De los 210 habitantes, el municipio de Bogle estaba compuesto por el 98,57 % blancos y el 1,43 % eran de una mezcla de razas. Del total de la población el 0 % eran hispanos o latinos de cualquier raza.